# Kazakmys Sätbajew (piłka nożna)
Kazakmys Sätbajew (kaz. Қазақмыс Сәтбаев Футбол Клубы) – kazachski klub piłkarski z siedzibą w Sätbajewie, grający w Kazachskiej Birinszi lidze.

## Historia
Klub został założony w 2006 jako Kazakmys Sätbajew. W 2007 został mistrzem Birinszi ligi, ale z powodów finansowych odmówił występować w Superlidze. W 2008 ponownie został mistrzem Pierwszej ligi i awansował do kazachskiej Priemjer-Ligi.

## Sukcesy
- Priemjer-Liga: 12. miejsce (2009)
- Birinszi liga: mistrz (2007, 2008)
- Puchar Kazachstanu: 1/8 finału (2009)